# Acidia parallela
Acidia parallela är en tvåvingeart som först beskrevs av Meijere 1924.  Acidia parallela ingår i släktet Acidia och familjen borrflugor. Inga underarter finns listade i Catalogue of Life.